# 宇佐元恭一アーティストライブラリー
『宇佐元恭一アーティストライブラリー』（うさもときょういちアーティストライブラリー）は、2007年4月から2010年3月28日（27日深夜）までRKBラジオで放送されていたラジオ番組である。
毎回様々なミュージシャンたちを取り上げ、それをもとに進行するスタイルを採っていた日曜未明（土曜深夜）の音楽トーク番組。土曜23時台に放送されていた『宇佐元恭一TOKYO ff』から引き続き、宇佐元恭一と本庄麻里子がパーソナリティを務めていた。
番組が取り上げていたのは主に1970年代・1980年代にデビューした人物で、自らも80年代にデビューしている宇佐元が彼らの持つ音楽的魅力や思想背景などについて語っていた。また、取り上げた人物の曲も掛けていた。番組の終盤には、20世紀フォックス映画が手掛けた映画やDVDを紹介するインフォマーシャルコーナーも設けていた。

## ネット局
放送時間はいずれも日本標準時。
| 放送対象地域 | 放送局            | 系列         | 放送時間                              | 備考                                                          |
| ------------ | ----------------- | ------------ | ------------------------------------- | ------------------------------------------------------------- |
| 福岡県       | RKBラジオ (RKB)   | JRN・NRN系列 | 日曜 01:30 - 02:00                    | 製作局 送信施設の大規模なメンテナンスがある週には繰り上げ放送 |
| 岩手県       | IBC岩手放送 (IBC) | JRN・NRN系列 | 月曜 01:00 - 01:30 日曜 22:00 - 22:30 |                                                               |